# Niech mówią
Niech mówią – singel polskiego piosenkarza Oskara Cymsa z jego debiutanckiego solowego albumu studyjnego, zatytułowanego, Nigdy wcześniej. Singel został wydany 26 kwietnia 2023.
Kompozycja znalazła się na 3. miejscu listy OLiA, najczęściej odtwarzanych utworów w polskich rozgłośniach radiowych. Nagranie otrzymało w Polsce status platynowego singla, przekraczając liczbę 50 tysięcy sprzedanych kopii.

## Geneza utworu i historia wydania
Utwór napisali i skomponowali Damian Skoczyk, Dominic Buczkowski-Wojtaszek, Emilian Waluchowski, Frank Bo, Oskar Cyms i Patryk Kumór, natomiast za produkcję utworu odpowiadał Hotel Torino. Oskar Cyms o singlu:

Utwór opowiada o bezgranicznej więzi, która jest w stanie przetrwać nawet koniec świata. Nawet, gdy spadnie ostatnia z gwiazd i świat się będzie kończył, pozostaniemy razem, we dwoje, a oni niech sobie mówią co chcą… Jeśli w to nie wierzą, to ich sprawa. Niech się kończy świat, my będziemy ten koniec oglądać jak najciekawszy seans w kinie.

Singel ukazał się w formacie digital download 26 kwietnia 2023 w Polsce za pośrednictwem wytwórni płytowej DB4 Management w dystrybucji Warner Music Poland. Piosenka została umieszczona na debiutanckim solowym albumie studyjnym Oskara Cymsa – Nigdy wcześniej.
23 sierpnia 2023 singel został zaprezentowany telewidzom stacji TVN podczas koncertu #Great Moments na Top of the Top Sopot Festival 2023.
31 grudnia 2023 utwór został wykonany podczas Sylwestrowej Mocy Przebojów emitowanej na antenie stacji Polsat w Chorzowie. 24 maja 2024 singel został zaprezentowany telewidzom stacji Polsat podczas Polsat Hit Festiwal 2024. 31 grudnia 2024 wystąpił z piosenką podczas Sylwestrowej Mocy Przebojów organizowanej w Toruniu i emitowanej na antenie stacji Polsat.

## „Niech mówią” w stacjach radiowych
Nagranie było notowane na 3. miejscu w zestawieniu OLiA, najczęściej odtwarzanych utworów w polskich rozgłośniach radiowych.

## Teledysk
Do utworu powstał teledysk w reżyserii Przemysława Gomuły, który udostępniono w dniu premiery singla za pośrednictwem serwisu YouTube.

## Notowania
| Kraj   | Lista (2023)                   | Najwyższa pozycja |
| ------ | ------------------------------ | ----------------- |
| Polska | OLiS – oficjalna lista airplay | 3                 |

| Kraj   | Lista (2023)                   | Pozycja |
| ------ | ------------------------------ | ------- |
| Polska | OLiS – oficjalna lista airplay | 18      |

## Certyfikaty
| Kraj          | Certyfikat      | Sprzedaż |
| ------------- | --------------- | -------- |
| Polska (ZPAV) | platynowa płyta | 50 000+  |

## Wyróżnienia
| Rok  | Konkurs                  | Kategoria                   | Rezultat    |
| ---- | ------------------------ | --------------------------- | ----------- |
| 2023 | Gorąca 100               | 100 największych hitów 2023 | 14. miejsce |
| 2023 | Przebój roku RMF FM 2023 | Przebój roku                | 17. miejsce |